# Prokopjevsk spårväg
Prokopjevsk spårväg (ryska: Прокопьевский трамвай) är ett spårvagnsnät i och omkring den ryska staden Prokopjevsk.

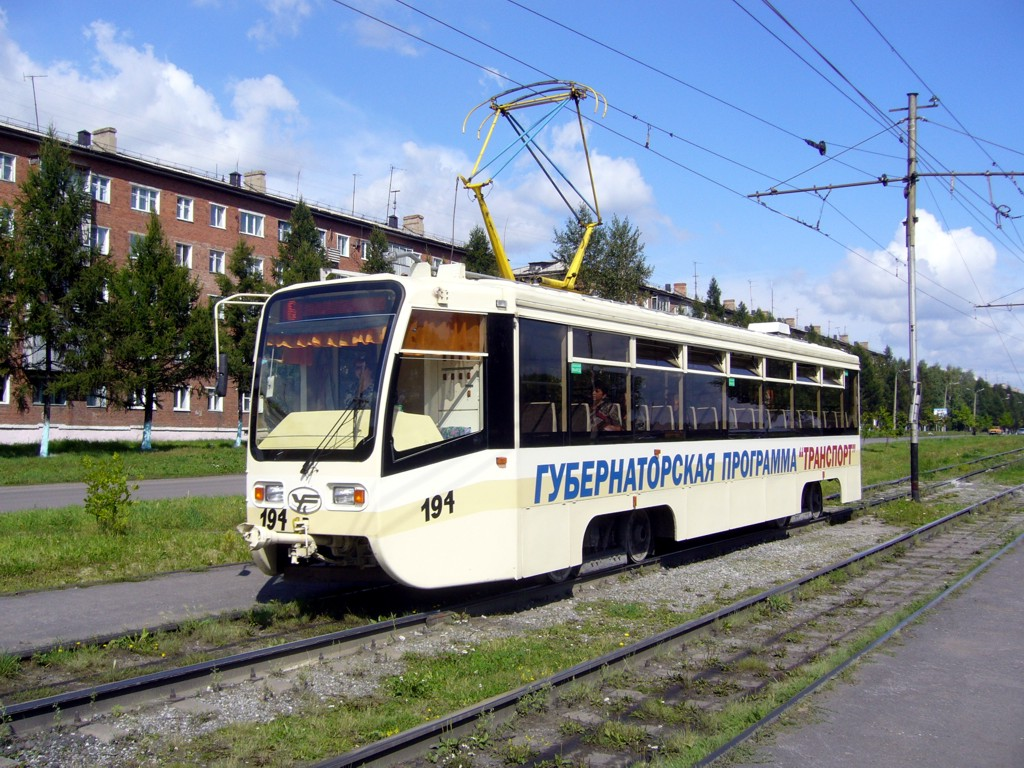
Spårvagn i Prokopjevsk.

Spårvägen som närmast kan betecknas som en interurbanspårväg förbinder staden med omgivande samhällen och gruvor.
Den första linjen öppnade 12 maj 1936 och linjenätet utökades efterhand. En annan spårvagnslinje,  i östra delen av staden, öppnade den 5 november 1956 och anslöts till huvudnätet åtta år senare.
Spårvägsnätet, med en spårvidd på 1 524 mm (bredspår), är 29 kilometer långt med dubbla spår på en del av sträckan. Det hade sin största utsträckning år 1993 med en längd på 37,7 kilometer och 8 linjer. Idag finns det 7 linjer och 56 hållplatser kvar.

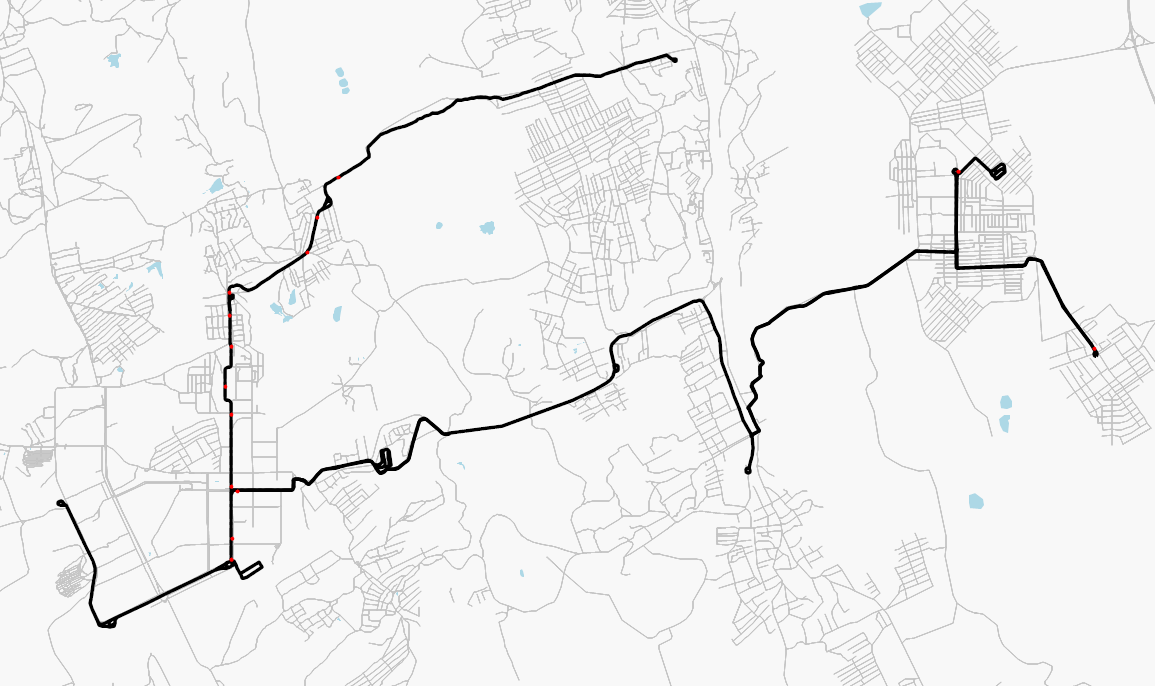
Linjekarta, 2011.

I anslutning till spårvagnshallarna finns ett spårvägsmuseum.